# Stora oredan
Stora oredan (ryska: Сму́тное вре́мя, Smutnoje vremja, 'den oroliga tiden') var en period i Rysslands historia som varade mellan 1604 och 1613. Perioden kännetecknades av en svår politisk, ekonomisk och social kris, vilket ledde till en tillfällig kollaps för den ryska staten. Tsarerna tillsattes och störtades titt som tätt. Under denna period hann Boris Godunov, Falske Dmitrij, Fjodor II (som regerade i endast 49 dagar, den kortaste tiden i Rysslands historia), Vasilij Sjujskij, Vladislav IV Vasa och Michail Romanov avlösa varandra som Rysslands regenter. Mellan dessa försökte Falske Dmitrij II hävda sin rätt till tronen, och något senare var det tänkt att den svenske tronarvingen Karl Filip skulle bli Rysslands tsar. Den polska interventionen slogs tillbaka av ett ryskt folkuppbåd år 1612. Därpå valdes Michail Romanov till ny tsar, vilket lade grunden till den romanovska ätten.

## Inledningen
Stora oredan föregicks av fyra års missväxt (mellan 1600 och 1603), där det till och med under sommarmånaderna förekom frost och där snön föll i september. Detta ledde till en svår hungersnöd, vilken skördade omkring en halv miljon människoliv. Folkmassorna drog sig samman till Moskva, där regeringen delade ut pengar och bröd till de nödställda. Dessa åtgärder ledde dock till en ökad desorganisation inom den statliga förvaltningen.
Stora oredan tog sin början i olika rykten om att den lagliga tronarvingen (eller tsarevitj) fortfarande var vid liv, av vilket följde att Boris Godunovs styre var olagligt. Den polska adelssläkten Mniszech stödde den självutnämnde tsaren Falske Dmitrij och rustade upp en armé för hans del som bestod av zaporizjakosacker och polska frivilliga. 1604 gick den självutnämnde tsarens armé över gränsen och in i Ryssland, och de arméer som skickades mot honom samt de städer som låg i hans väg svor trohetseden mot den nye tsaren. 1605 tågade Falske Dmitrij in i Moskva där han kröntes till tsar. Moskvaborna lade dock snart märke till avsaknaden av "tsarmanér" hos den nye regenten, och gjorde uppror.

## Stridshandlingarna

### 1606–1609

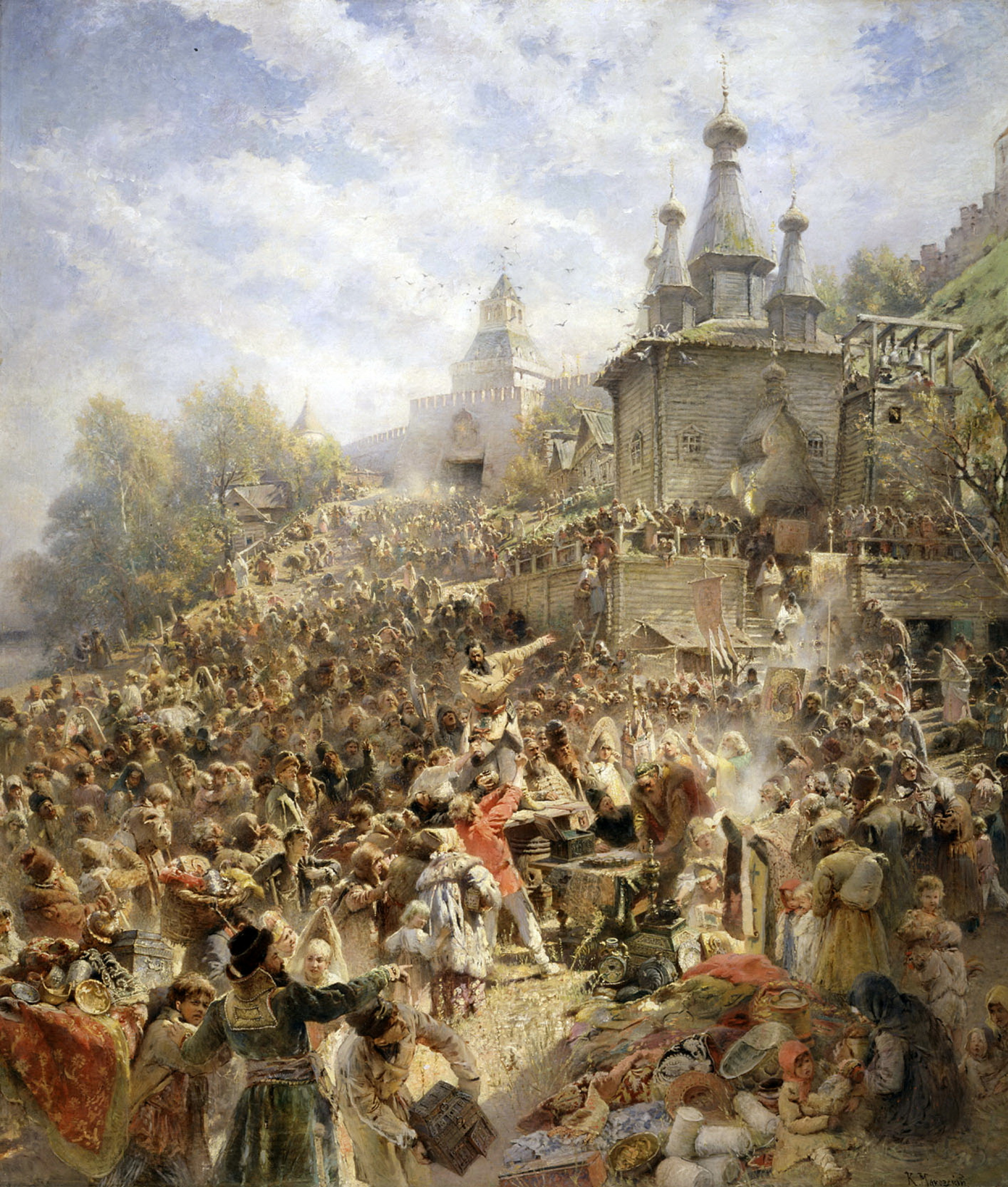
Köpmannen Kuzma Minin vädjar till invånarna i Nizjnij Novgorod att samla ihop en armé av frivilliga för att slå tillbaka polackerna. Målning av Konstantin Makovskij, 1896.

Mellan 1606 och 1610 regerade bojaren Vasilij Sjujskij, men det nya styret lyckades inte lugna stämningarna. I söder utbröt ett uppror under ledning av Ivan Bolotnikov, vilket lade grunden till "förrädarrörelsen". Ryktena om tsarevitj Dmitrijs fantastiska räddning fortsatte. Då dök det upp en ny självutnämnd tsar, som gick till historien som Falske Dmitrij II (i Ryssland känd som "Tusjinförrädaren"). Mot slutet av 1608 omfattade Tusjinförrädarens styre städerna Perejaslavl-Zalesskij, Jaroslavl, Vladimir, Uglitj, Kostroma, Galitj och Vologda. Trogna mot Moskva förblev Kolomna, Perejaslavl-Rjazanskij, Smolensk, Nizjnij Novgorod, Kazan, samt städerna i Ural och Sibirien. Som ett resultat av den ryska gränstjänstens förfall plundrade och förstörde en 100 000 man stark nogajisk här de ryska gränsområdena (ryska okrajna) samt Severien åren 1607–1608.
1609 gick krimtatarerna för första gången på mycket länge över floden Oka och plundrade och förstörde Rysslands centrala regioner. Polsk-litauiska interventer plundrade och förstörde Sjuja och Kinesjma och intog Tver, den litauiske hetmanen Jan Piotr Sapieha belägrade munkklostret i Troitse-Sergijev, medan pan Lisowskis enheter tog makten i Suzdal. Till och med städerna som frivilligt erkände den nye tsarens makt, plundrades och förstördes skoningslöst av interventernas enheter. Polackerna tog in skatt på jord och handel, samt blev försörjda i de ryska städerna. Allt detta framkallade mot slutet av 1608 en nationell frigörelserörelse. I december 1608 "avföll" Kinesjma, Kostroma, Galitj, Totma, Vologda, Beloozero och Ustiuzjna Zjeleznopolskaja, till vilkas hjälp Velikij Ustiug, Vjatka och Perm kom. I januari 1609 avvärjde furst Michail Skopin-Sjujskij, som förde befäl över de ryska krigarna från Tichvin och Onegatrakten, ett anfall från en 4 000 man stark polsk styrka under ledning av Kerzonicki som anföll i riktning mot Novgorod. I början av 1609 slog staden Ustiuzjnas uppbåd tillbaka polackerna och zaporizjakosackerna från de omkringliggande byarna och i februari slog samma uppbåd tillbaka samtliga anfall från det polska kavalleriet och infanteriet som bestod av tyska legotrupper. 17 februari led det ryska uppbådet ett nederlag mot polackerna i slaget vid Suzdal. I slutet av februari 1609 rensade bönderna från Vologda och Pomorije staden Kostroma från interventerna, och den 3 mars intog ett uppbåd från de nordliga och nordöstra ryska städerna Romanov, varifrån den styrkan satte av mot Jaroslavl som intogs i början av april. Vojvoden i Nizjnij Novgorod Aljabijev intog den 15 mars staden Murom och den 27 mars befriades Vladimir.
1609 vände sig Vasilij Sjujskijs regering till Sverige med begäran om militär hjälp och lovade i utbyte att överlämna Karelen till svenskarna. Den ryska regeringen åtog sig att betala för legotrupperna som utgjorde huvuddelen av den svenska armén. På våren samlade furst Michail Skopin-Sjujskij en 5 000 man stark rysk armé i Novgorod. Den 10 maj intog den svensk-ryska styrkan Staraja Russa och den 11 maj slog den tillbaka de polsk-litauiska enheterna som närmade sig staden. 15 maj slog den rysk-svenska styrkan under ledning av Vasilij Tjujkov och Evert Horn af Kanckas det polska kavalleriet som leddes av Kerzonickis vid staden Toropets. Mot slutet av våren slutade huvuddelen av de nord-västra ryska städerna stödja den självutnämnde Falske Dmitrij II. Till sommaren omfattade den ryska armén uppemot 20 000 man. Den 17 juni tvingade den rysk-svenska styrkan Vernon Zborowskis polsk-litauiska armé till reträtt efter ett hårt slag vid Torzjok. 11–13 juni slog Skopin-Sjujskijs och Jakob De la Gardies rysk-svenska styrka polackerna vid Tver. Skopin-Sjujskijs rysk-svenska styrka deltog inte i de fortsatta striderna (med undantag för Christier Zommers trupp på omkring 1 000 man). 24 juli gick de ryska enheterna över till Volgas högra strand och trädde in i munkklostret Makarijev Kaljazin. 19 augusti slog Skopin-Sjujskij hetman Jan Sapehas polacker vid Kaljazin. Den 10 september intog ryssarna tillsammans med Zommes styrka Perejaslavl och den 9 oktober intog vojvoden Golovin Aleksandrovskaja sloboda. 16 oktober bröt sig en rysk styrka in i det av polackerna belägrade munkklostret i Troitse-Sergijev. 28 oktober slog Skopin-Sjujskij hetman Sapieha vid Aleksandrovskaja sloboda. Den 12 januari 1610 drog sig polackerna tillbaka från Troitse-Sergijev-klostret och den 27 februari blev de tvungna att efter ryska anfall lämna Dmitrov. 12 mars 1610 trädde Skopin-Sjujskijs regementen in i Moskva där han efter en kortvarig sjukdom avled den 29 april. Ryska armén gjorde sig beredd att ge sig iväg för att bistå Smolensk, som sedan september 1609 var helt belägrad av trupper under ledning av den polske kungen Sigismund III Vasa. Polackerna och zaporizjakosackerna kom även i besittning av städerna i Severien; Starodubs och Potjeps befolkning blev helt utplånad under polackernas stormningar, Tjernigov och Novgorod-Severskij kapitulerade.

### 1610
Den 4 juli 1610 tillfogade det polska kavalleriet under hetman Stanisław Żółkiewskis befäl den rysk-svenska styrkan under Dmitrij Sjujskij och Jakob De la Gardie ett stort nederlag i slaget vid Klusjino. Under slagets gång gick tyska legotrupper, som tjänstgjorde under ryssarna, över till den polska sidan. Vägen mot Moskva låg nu öppen för polackerna. Som ett resultat av en konspiration avsattes Vasilij Sjujskij från tronen och Moskva svor trohetseden mot den polske tronarvingen Vladislav. Plundringarna och våldet upphörde dock inte och de mellanreligiösa motsättningarna mellan katolicismen och de rysk-ortodoxa framkallade flera uppror mot det polska styret.

### 1611
Den 17 mars 1611 genomförde polackerna en människoslakt på Moskvas gator vilken började med meningsskiljaktigheter på en marknad. Som en följd av den polska massakern dog 7 000 moskvabor bara i Kinastaden (ryska Kitaj-gorod).
1611 anlände det Första folkuppbådet utanför Moskvas stadsmurar (uppbådet leddes av Prokopij Petrovitj Ljapunov). Men som ett resultat av en konflikt vid upprorsarméns krigsråd blev Ljapunov dödad och uppbådet skingrades. Samma år plundrade krimtatarerna, som inte mötte något motstånd, trakterna kring staden Rjazan. Efter en långvarig belägring intogs Smolensk av polackerna, alltmedan svenskarna, sedan de gjort sig av med rollen som Rysslands "allierade", plundrade de norra ryska städerna.

### 1612
Andra folkuppbådet (1612) leddes av en köpman, Kuzma Minin, från Nizjnij Novgorod, som bjöd in furst Dmitrij Pozjarskij för att ansvara för de militära operationerna. I mars 1612 satte folkuppbådet av mot Jaroslavl, för att inta denna viktiga punkt där många vägar korsade varandra. Jaroslavl intogs och uppbådet var kvar i staden i tre månader, eftersom man måste bygga upp inte bara armén utan även landet. Pozjarskij ville samla ett "allmänt landsråd" för att diskutera planen för kampen mot den polsk-litauiska interventionen, samt för att välja en ny regent. Som kandidat föreslog man den svenske tronarvingen Karl Filip, som enligt uppgift ville "konvertera till den ortodoxa tron enligt den grekiska lagen". Landrådet blev dock aldrig av.
Den 22 september 1612 ägde en av Stora oredans blodigaste händelser rum. Staden Vologda intogs av polackerna och zaporizjakosackerna vilka praktiskt taget utplånade hela stadens befolkning inklusive munkarna i Spaso-Prilutsk-klostret.

## Moskvas befrielse från de polsk-litauiska interventionstrupperna
Omkring 20 (30) augusti 1612 satte det 2:a folkuppbådet av från Jaroslavl mot Moskva.
22 oktober (1 november) 1612 intog folkuppbådet, under ledning av Kuzma Minin och Dmitrij Pozjarskij, Kinastaden (Kitaj-gorod) efter en stormning; Rzeczpospolitas garnison retirerade in i Kreml. Furst Pozjarskij trädde in i Kinastaden med ikonen från Kazan föreställande Guds moder och svor att bygga ett tempel till minnet av denna seger. 26 oktober skrev den polska garnisonens ledning under kapitulationen och släppte samtidigt ut de ryska bojarerna och andra höguppsatta personer från Kreml, och dagen efter gav garnisonen upp.

## Valet av Michail Romanov som Rysslands nye tsar
Efter intagandet av Moskva sammankallade Pozjarskij den 15 november de olika städernas representanter (10 personer från varje stad) för att välja ny tsar. Sigismund hade tänkt att gå mot Moskva men han hade inte en tillräcklig styrka för att inta Volok, och vände därför tillbaka. I januari 1613 samlades valda personer från olika samhällsklasser, inklusive bondeklassen. Denna församling (ryska sobor) var en av de mest välbesökta och en av de mest fulltaliga. Fyra kandidater utkristalliserades: V. I. Sjujskij, Vorotynskij, Trubetskoj och Michail Romanov. De samtida kritiserade Pozjarskij för att denne agiterade för mycket till sin egen fördel, men det kan knappast vara fallet. Valet gick livligt till. Den ryska adeln slöt slutligen upp bakom Michail Romanov som valdes till ny tsar, medan den polske konkurrenten Vladislav fick nöja sig med att efterträda sin far som kung Vladislav IV av Polen, från 1632 till sin död 1648.